# Chris Watson (homme politique)
Pour les articles homonymes, voir Chris Watson et Watson.
John Christian Watson (9 avril 1867 – 18 novembre 1941), plus connu sous le nom de Chris Watson, est un homme d'État australien. Il fut le troisième Premier Ministre d'Australie et le premier leader du groupe parlementaire du Parti travailliste australien ("Australian Labour Party") qui deviendra le "Labor" en 1912 à la demande de King O'Malley. Il fut le premier chef de gouvernement travailliste au monde. Élu chef de son parti deux mois avant les premières élections fédérales australiennes en 1901 et ayant pris sa retraite en 1907 soit six ans après, il ne fut cependant Premier Ministre que pendant quatre mois en 1904.

## Biographie
Watson a expliqué que son père était un marin britannique appelé George Watson. Mais les documents historiques démentent cette version des faits, signalant que son père était un officier de marine citoyen chilien d'origine allemande, Johan Cristian Tanck, et qu'il était né à Valparaíso, au Chili. La raison de ce mensonge semble être l'attitude du peuple australien de cette époque qui s'opposait à toute autre origine qu'européenne pour entrer sur son territoire. Sa mère était Néo-Zélandaise et s'appelait Martha Minchin. Elle s'était mariée avec Tanck en Nouvelle-Zélande puis était partie à l'étranger avec lui. En 1868, ses parents divorcèrent et l'année d'après elle épousa George Watson, dont le jeune Chris prit le nom. Ces faits ne furent révélés qu'après sa mort.
Watson alla à l'école à Oamaru, en Nouvelle-Zélande jusqu'à 10 ans avant de travailler comme apprenti dans une société de construction de lignes de chemin de fer et à 13 ans, il fut embauché chez un imprimeur. En 1886, il déménagea à Sydney pour améliorer sa situation. Il travailla comme pigiste pour différents journaux. Au contact des journaux, des livres et des journalistes, il continua de s'instruire et se mit à s'intéresser à la politique,.

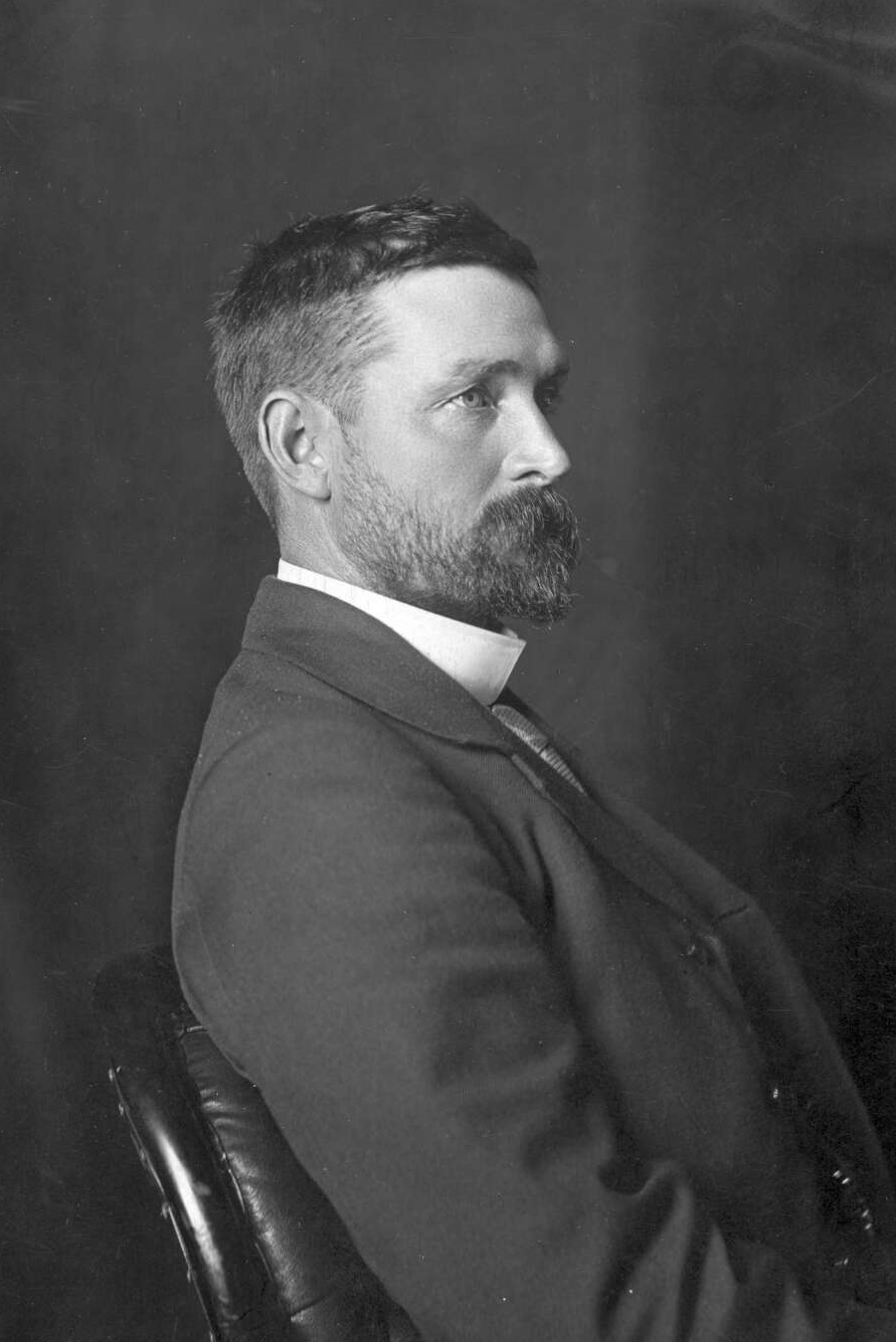
Portrait de John Christian Watson

Watson fut un des fondateurs du parti travailliste de Nouvelle-Galles du Sud en 1891. Il fut un syndicaliste actif et devint Vice-President du "Trades and Labour Council" (TLC) de Sydney, l'organisme qui fut créé en janvier 1892 pour réunir l'ensemble des syndicats de l'état et ainsi leur donner plus de poids.  En juin 1892, il y eut des heurts entre le TLC et le parti travailliste et il en résulta l'arrivée de Watson au poste de président du TLC et de chef du parti. En 1893 et 1894, il se démena pour régler les problèmes de solidarité du parti et établit les règles de base de fonctionnement du parti avec la souveraineté de l'assemblée générale, la solidarité du caucus, l'engagement des parlementaires à soutenir le parti et le rôle primordial du comité exécutif. En 1894 Watson fut élu député de Nouvelle Galles du Sud pour le siège de Young. Le parti travailliste avait à cette époque une politique de soutien à la majorité gouvernementale contre des concessions à son parti et Watson vota avec ses collègues pour soutenir le chef du "Free Trade Party", le Premier Ministre de Nouvelle Galles du Sud, Sir George Reid, à son poste. Après les élections de 1898, Watson et James McGowen, le leader travailliste décidèrent de continuer de soutenir le gouvernement de Reid pour qu'il puisse achever la création de la Fédération australienne.

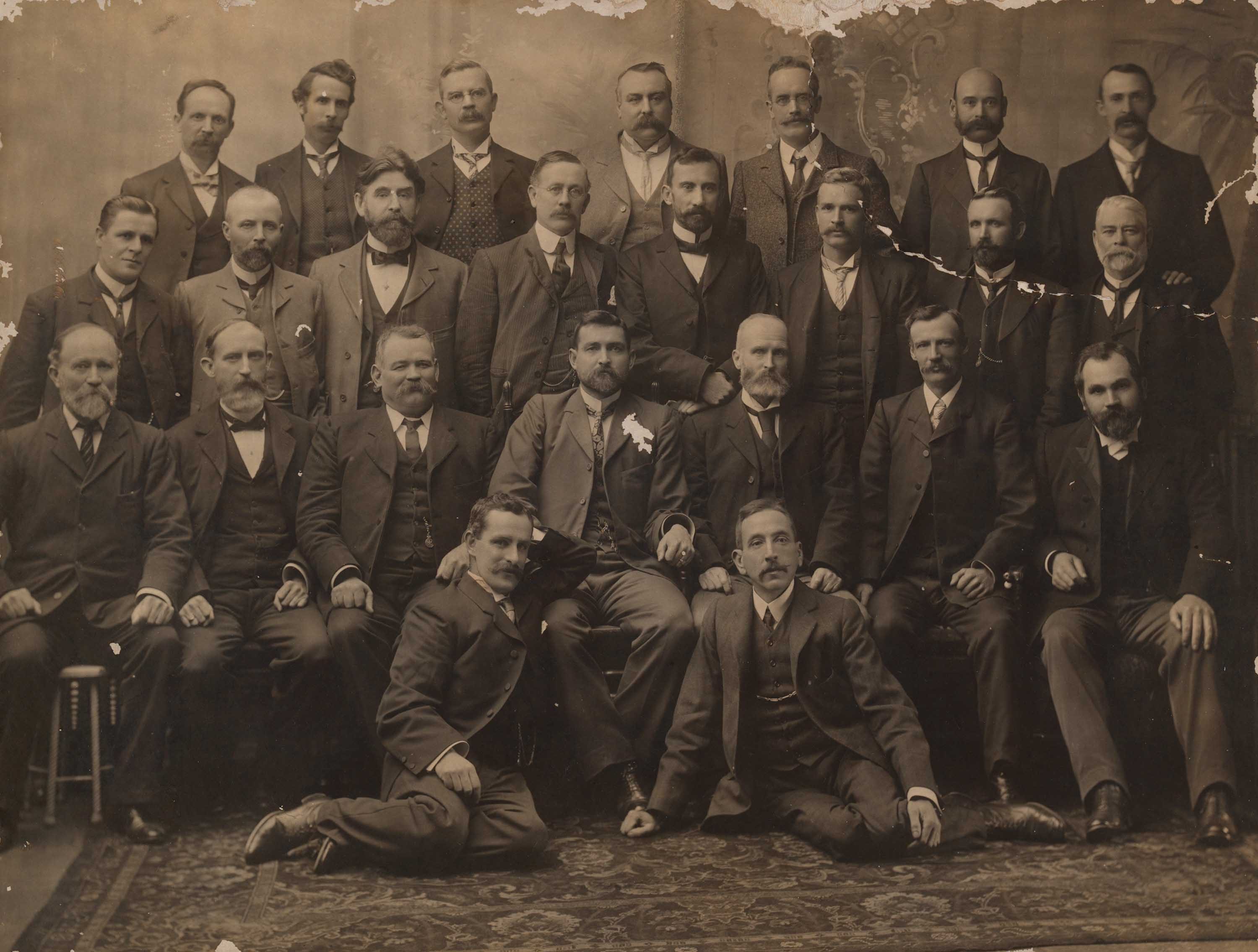
Groupe de tous les députés travaillistes élus aux premières élections fédérales de 1901. On y voit notamment Watson, Andrew Fisher, Billy Hughes et Frank Tudor.

Watson soutint activement la création de la fédération australienne et fut l'un des dix candidats travaillistes choisis par le parti pour participer à la convention pour la constitution d'une fédération lors des élections du 4 mars 1897 mais aucun ne fut élu. Le parti, contraint, approuva la création de la Fédération, mais ils trouvèrent que le projet de Constitution n'était pas suffisamment démocratique en donnant trop de pouvoir au Sénat. Quand le projet fut soumis à référendum le 3 juin 1898, le parti travailliste avec un Watson qui joua un grand rôle, décida de faire voter contre et le projet fut rejeté.
Watson était un partisan convaincu du référendum comme moyen démocratique de gouvernement. Pour être sûr que Reid soutiendrait le projet de l'intégration de l'état dans la fédération australienne sur un projet de constitution amendé, Watson contribua à négocier un accord engageant son parti et qui prévoyait la nomination de quatre membres du parti Travailliste au Sénat. À la réunion annuelle du parti en mars 1899, Hughes et Holman tentèrent de faire annuler ce projet mais n'y parvinrent pas. Quatre membres du parti furent élus au Sénat le 4 avril et le projet de loi prévoyant l'organisation d'un nouveau référendum le 20 juin fut voté le 20 avril.
Watson fut élu député de Bland à la première élection législative fédérale en 1901.
À Melbourne, la capitale provisoire, Watson  fut élu en mai le premier chef du parti travailliste fédéral. McGowen avait été battu aux élections et l'autre membre influent du parti, Hughes, avait trop d'ennemis pour s'imposer. Watson, bien que choisi par négociation, réussit à assoir rapidement son autorité sur le parti.
Au parlement fédéral, où le parti travailliste était le plus petit des trois partis mais était indispensable pour obtenir une majorité, Watson continua d'agir comme il l'avait fait dans les parlements coloniaux. Il soutint les gouvernements du parti protectionniste conduits par Edmund Barton puis Alfred Deakin en échange de l'adoption de lois proposées par le parti travailliste, notamment la loi sur l'Australie blanche. Cette loi apparemment raciste s'explique de la façon suivante: les grosses sociétés et les grands propriétaires faisaient venir en Australie des ouvriers asiatiques et notamment chinois qu'ils payaient très faiblement. En autorisant seulement l'entrée d'européens sur le continent, les travaillistes voulaient faire augmenter le salaire minimum.
Watson, travailliste modéré, admirait sincèrement Deakin et partageait ses vues libérales sur beaucoup de sujets. Deakin avait le même point de vue sur Watson.

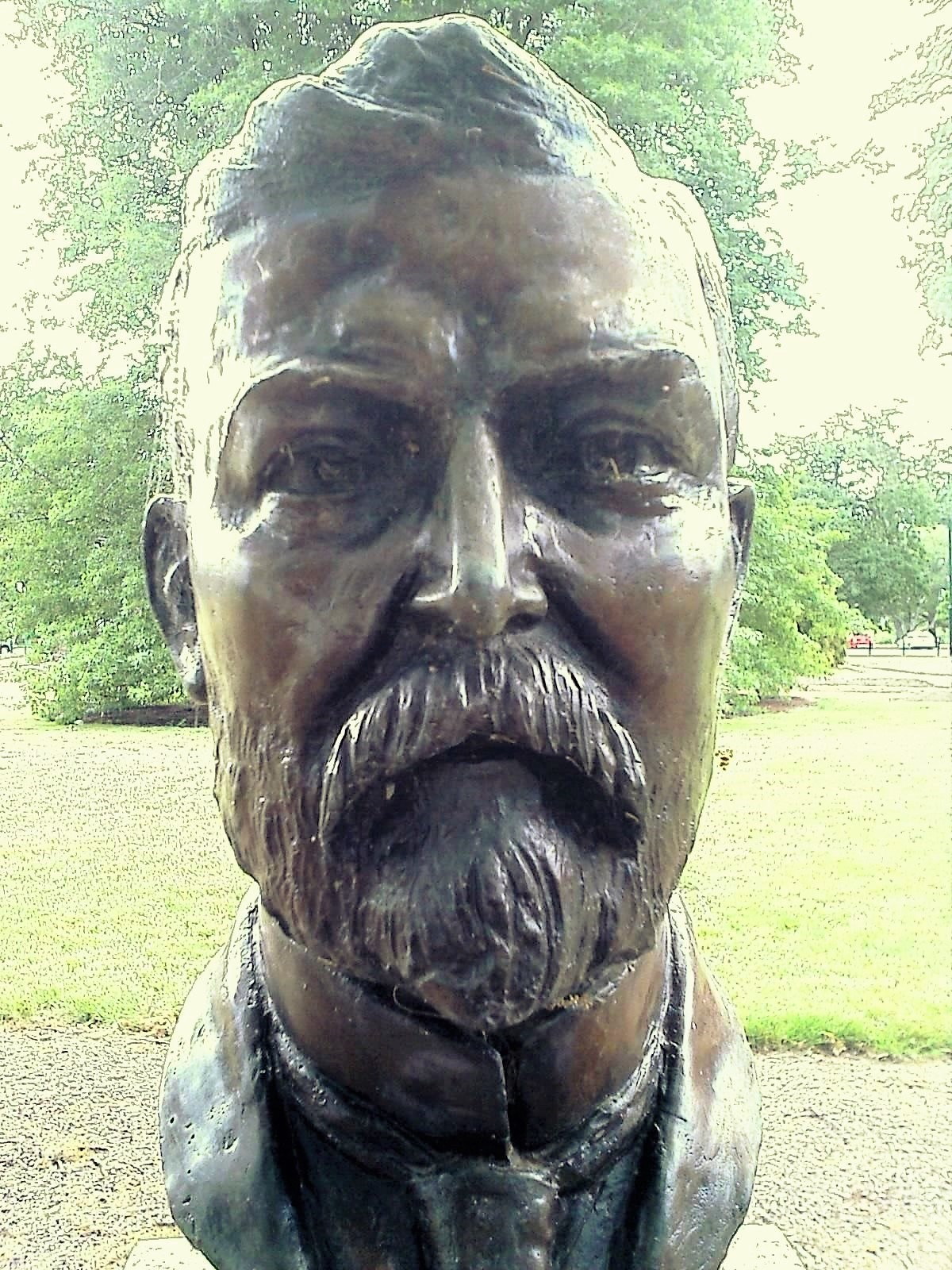
Buste de Chris Watson à Ballarat.

Watson aux commandes, le parti travailliste fit plus que doubler ses voix aux élections de 1903 et put continuer de jouer son rôle d'appoint indispensable à la majorité. En avril 1904, cependant, Watson, poussé par les syndicats, et Deakin ne purent se mettre d'accord pour étendre les lois sur les conciliations et l'arbitrage des conflits sociaux du secteur privé au secteur public, entrainant la démission de Deakin de son poste de Premier Ministre. Le leader libéral, George Reid, refusa d'occuper le poste et Watson, à 37 ans, ce qui en fait toujours le plus jeune Premier Ministre australien, devint Premier Ministre.
Watson ne se fit aucune illusion sur la durée de son gouvernement et il savait qu'il ne pourrait pas faire approuver par le Parlement l'ensemble du programme travailliste. Pendant son gouvernement, Watson fit voter six lois dont cinq étaient des lois d'expédition courante ne demandant pas l'aval du Sénat mais quand Watson représenta la loi sur les conciliations et l'arbitrage des conflits sociaux, il fut renversé. Il avait espéré que le gouverneur général, Lord Northcote dissoudrait les deux chambres pour provoquer de nouvelles élections, mais celui-ci refusa et demanda à Reid de former un nouveau gouvernement ce qu'il accepta.
Watson continua de diriger le parti travailliste et fut élu député de Sydney Sud en 1906 après la disparition de la circonscription de Bland. Mais en 1907, l'état de santé de sa femme, Ada, se dégrada et il démissionna de son poste de chef du parti travailliste et laissa sa place à Andrew Fisher. Celui-ci conduisit son parti aux élections fédérales de 1910. Fisher battit Deakin et put former le second gouvernement travailliste et Watson, à 42 ans, se retira de la vie politique.
Hors du Parlement, Watson continua de travailler pour le parti travailliste devenant directeur de la société "Labor Papers Ltd" éditrice de The Worker, le journal des syndicats australiens. Il mena aussi une carrière d'homme d'affaires. En 1916, le parti travailliste se divisa sur les besoins d'un service militaire lors de la Première Guerre mondiale et Watson se rangea aux côtés de Hughes et des partisans de la conscription. Il fut exclu du parti qu'il avait aidé à créer. Il joua alors un rôle dans le nouveau parti national créé par Billy Hughes jusqu'en 1922 où il se retira complètement de toute affaire politique.
Watson consacra le reste de sa vie aux affaires. Il aida à créer la "National Roads and Motorists Association" (NRMA) et en demeura le Président jusqu'à sa mort. Il fut aussi l'un des fondateurs de l'"Australian Motorists Petrol Co Ltd" (Ampol).
Il perdit sa première femme en 1921 et le 30 octobre 1925 Watson épousa Antonia Mary Gladys Dowlan dans la même église que celle où il avait épousé sa première femme. Sa seconde femme était une serveuse de 23 ans originaire d'Australie Occidentale qu'il rencontrait au "Commercial Travellers’ Club" qu'il fréquentait à Sydney. Il eut une fille, Jacqueline, avec elle.
Il mourut chez lui, à Sydney, le 18 novembre 1941.